# Ахвледіані Микола Васильович
Мико́ла Васи́льович Ахвледіа́ні (нар. 1 липня 1900, Баку) — радянський вчений у галузі агротехніки винограду. Доктор сільськогосподарських наук (з 1957 року), професор (з 1960 року).

## Біографія
Народився 1 липня 1900 року в Баку. 1925 року закінчив агрономічний факультет Тбіліського державного університету. В 1925—1937 роках на науково-дослідній роботі. В 1937—1974 роках завідувач відділу агротехніки винограду Грузинського науково-дослідного інституту садівництва, виноградарства і виноробства. З 1974 року науковий консультант цього ж відділу.

## Наукова діяльність
Розробив методи передпосадкової обробки ґрунту під виноградники; агрозаходи для встановлення оптимальної площі живлення, навантаження і формування виноградних кущів; комплексну агротехніку маточників підвійних лоз і вирощування привитих саджанців винограду; агрокомплекс по закладці виноградників, що включає оптимальні прийоми посадки і догляду за молодими виноградниками та інше. Автор 60 наукових робіт і 4 винаходів. Серед праць:
- Система агрозаходів для отримання високих урожаїв винограду. — Тбілісі, 1954(груз.);
- До уточнення питань методики в виноградарстві. — Тр./НДІСВіВ, Тбілісі, 1971, т. 19—20(груз.).

## Відзнаки
- Заслужений діяч науки Грузинської РСР;
- Нагороджений орденами Трудового Червоного Прапора і «Знак Пошани».